# Kuschakewiczia turkestanica
Kuschakewiczia turkestanica là loài thực vật có hoa trong họ Mồ hôi. Loài này được Regel & Smirn. mô tả khoa học đầu tiên năm 1877.